# بخش سن روک
بخش سن روک (به اسپانیایی: Departamento San Roque) یک منطقهٔ مسکونی در آرژانتین است که در استان کورینتس واقع شده‌است. بخش سن روک ۲٬۲۴۳ کیلومتر مربع مساحت و ۱۷٬۹۵۱ نفر جمعیت دارد.